# Christian Wagner
Pour les articles homonymes, voir Wagner.
Christian Wagner est un monteur américain.

## Filmographie
- 1988 : Héros, de William Tannen
- 1993 : True Romance, de Tony Scott
- 1994 : Chasers, de Dennis Hopper
- 1995 : Bad Boys, de Michael Bay
- 1995 : Fair Game, d'Andrew Sipes
- 1996 : Le Fan, de Tony Scott
- 1997 : Volte-face, de John Woo
- 1998 : Négociateur, de F. Gary Gray
- 2000 : Mission impossible 2, de John Woo
- 2001 : Spy Game, jeu d'espions, de Tony Scott
- 2002 : Meurs un autre jour, de Lee Tamahori
- 2004 : Man on Fire, de Tony Scott
- 2005 : Amityville, d'Andrew Douglas
- 2005 : The Island, de Michael Bay
- 2005 : Domino, de Tony Scott
- 2007 : Next, de Lee Tamahori
- 2008 : Manipulation, de Marcel Langenegger
- 2009 : Les Intrus, de Charles et Thomas Guard
- 2009 : Fast and Furious 4, de Justin Lin
- 2011 : World Invasion: Battle Los Angeles, de Jonathan Liebesman
- 2011 : Fast and Furious 5, de Justin Lin
- 2012 : Total Recall : Mémoires programmées, de Len Wiseman
- 2013 : Fast and Furious 6, de Justin Lin
- 2015 : Fast and Furious 7 de James Wan
- 2017 : Fast and Furious 8 (Fast 8) de F. Gary Gray
- 2017 : Kong: Skull Island de Jordan Vogt-Roberts
- 2019 : Men in Black International de F. Gary Gray
- 2025 : Novocaine de Dan Berk et Robert Olsen